# Fosse no 2 - 2 bis des mines de Lens
La fosse no 2 - 2 bis dite Grand Condé de la Compagnie des mines de Lens est un ancien charbonnage du Bassin minier du Nord-Pas-de-Calais, situé à Lens. La fosse no 2 est commencée en 1857 ou 1858 et entre en exploitation en 1859. Des corons sont construits pour loger les mineurs. La fosse no 2 bis est commencée sur le carreau de la fosse no 2 en 1901 ou le 14 juin 1904, et entre en exploitation en septembre 1905. On parle ensuite de fosse no 2 - 2 bis. Une fosse d'aérage no 2 ter est entreprise sur un autre carreau situé à l'est-nord-est à Loison-sous-Lens. La fosse est détruite durant la Première Guerre mondiale. Elle est reconstruite suivant le style architectural des mines de Lens d'après-guerre. De nouvelles cités surtout constituées de corons sont construites.
La Compagnie des mines de Lens est nationalisée en 1946, et intègre le Groupe de Lens. En 1952, ce dernier fusionne avec le Groupe de Liévin pour former le Groupe de Lens-Liévin. De nouvelles cités sont bâties au nord de la fosse. La fosse no 8 - 8 bis est concentrée en 1958 sur la fosse no 2 - 2 bis. Cette dernière cesse d'extraire en 1960, lorsqu'elle est à son tour concentrée sur la fosse no 11 - 19. Elle assure ensuite le service et l'aérage. Le puits d'aérage no 2 ter est comblé en 1976, la fosse no 2 - 2 bis ferme en 1972, date à laquelle le puits no 2 est comblé, l'autre l'étant l'année suivante. Les chevalements sont détruits en 1976.
Au début du XXIe siècle, Charbonnages de France matérialise les têtes des puits nos 2 et 2 bis. Le carreau de fosse est une zone industrielle dont seul le logement du concierge subsiste comme vestige de la fosse. Les cités ont été rénovées.

## La fosse

### Fonçage
La fosse no 2, également nommée fosse du Grand Condé, est commencée en 1857, ou 1858 par la Compagnie des mines de Lens à Lens, à 1 040 mètres au nord-est du clocher de Lens et à 200 mètres au nord de la route de Lille.

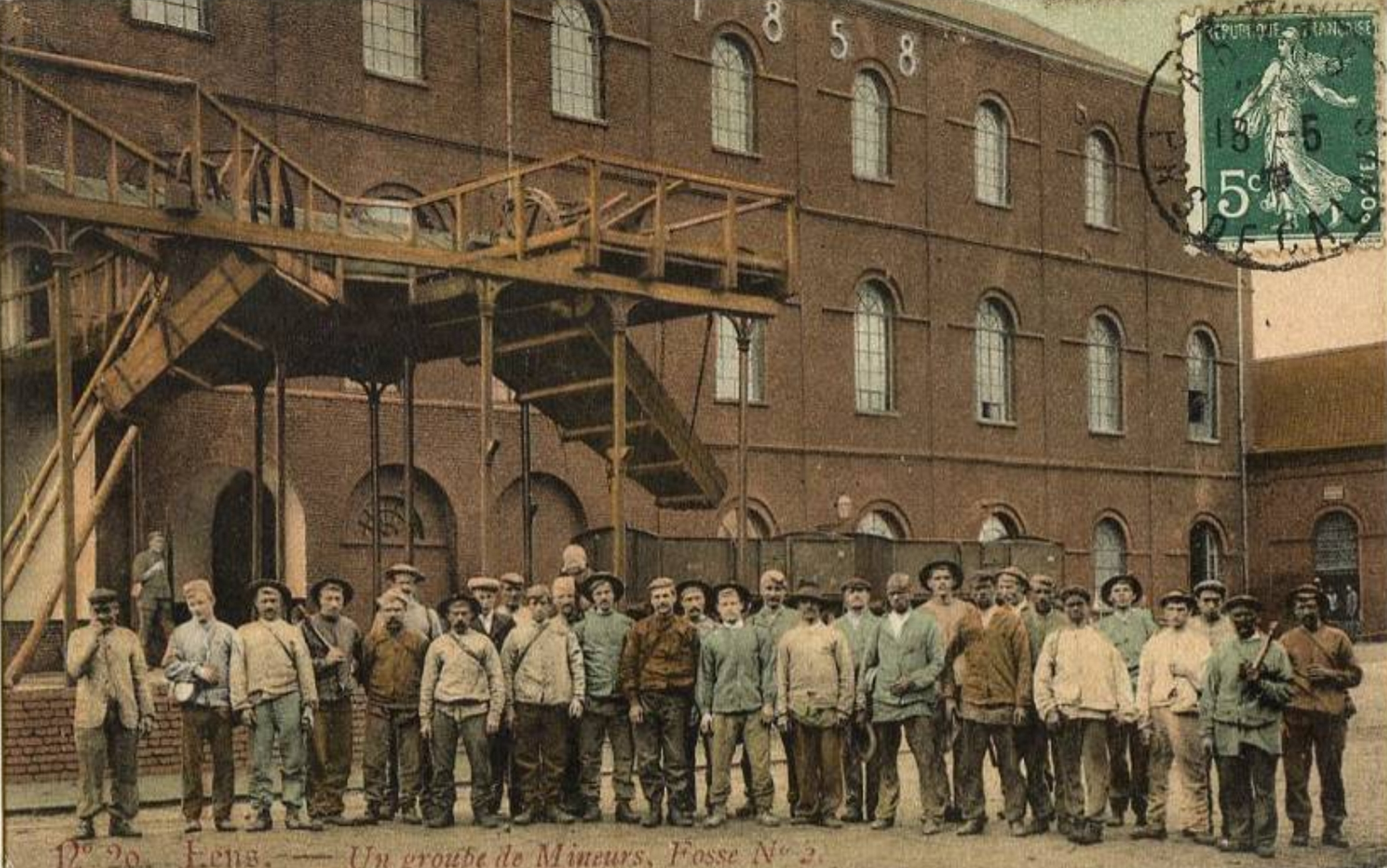
Un groupe de mineurs devant le puits no 2.

L'orifice du puits est situé à l'altitude de 42,47 mètres,. Le niveau est passé sans difficultés au moyen de deux pompes de 41 centimètres de diamètre, marchant à raison de quatre à cinq coups par minute. La venue d'eau maximale a été de 2 000 hectolitres à l'heure. Le cuvelage en bois va de 11,40 à 104 mètres de profondeur. Le diamètre utile du puits est de 4,08 mètres. Le terrain houiller est atteint à la profondeur de 143 ou 144 mètres.

### Exploitation
La fosse commence à extraire en 1859,. La houille tient de 25 à 30 % de matières volatiles.
Dans les années 1890, le puits no 2 est profond de 226,10 mètres. L'accrochage est situé à la profondeur de 220 mètres.
La fosse no 2 bis est commencée en 1901 ou le 14 juin 1904 à 241 mètres au nord-est du puits no 2. La fosse no 2 bis commence à extraire en septembre 1905. La fosse d'aérage no 2 ter est entreprise sur un autre carreau situé à l'est-nord-est à Loison-sous-Lens, à 1 286 mètres du puits no 2 et 1 058 mètres du puits no 2 bis.
La fosse est détruite durant la Première Guerre mondiale. Elle est reconstruite suivant le style architectural des mines de Lens d'après-guerre, le puits no 2 est équipé d'un chevalement en béton armé, le puits no 2 bis d'un chevalement métallique. Ainsi, le puits no 2 assure le service et l'aérage, tandis que le puits no 2 bis remonte la production.
La Compagnie des mines de Lens est nationalisée en 1946, et intègre le Groupe de Lens. En 1952, ce dernier fusionne avec le Groupe de Liévin pour former le Groupe de Lens-Liévin. Le premier soutènement marchant du groupe est installé au fond de cette fosse en 1954. La fosse no 8 - 8 bis, sise à Vendin-le-Vieil à 1 842 mètres au nord-nord-est, est concentrée en 1958 sur la fosse no 2 - 2 bis. Cette dernière cesse d'extraire en 1960, lorsqu'elle est à son tour concentrée sur la fosse no 11 - 19, sise à Loos-en-Gohelle à 3 648 mètres à l'ouest. Les puits nos 2 et 2 bis continuent d'assurer le service et l'aérage. Le puits d'aérage no 2 ter, ouvert sur un autre carreau, est remblayé en 1967, et son chevalement est détruit neuf ans plus tard.
La fosse no 2 - 2 bis cesse le service et l'aérage en 1972. Le puits no 2, profond de 226 mètres, est remblayé cette année-là, quant au puits no 2 bis, profond de 533 mètres, il est remblayé en 1973. Les chevalements sont détruits en 1976.

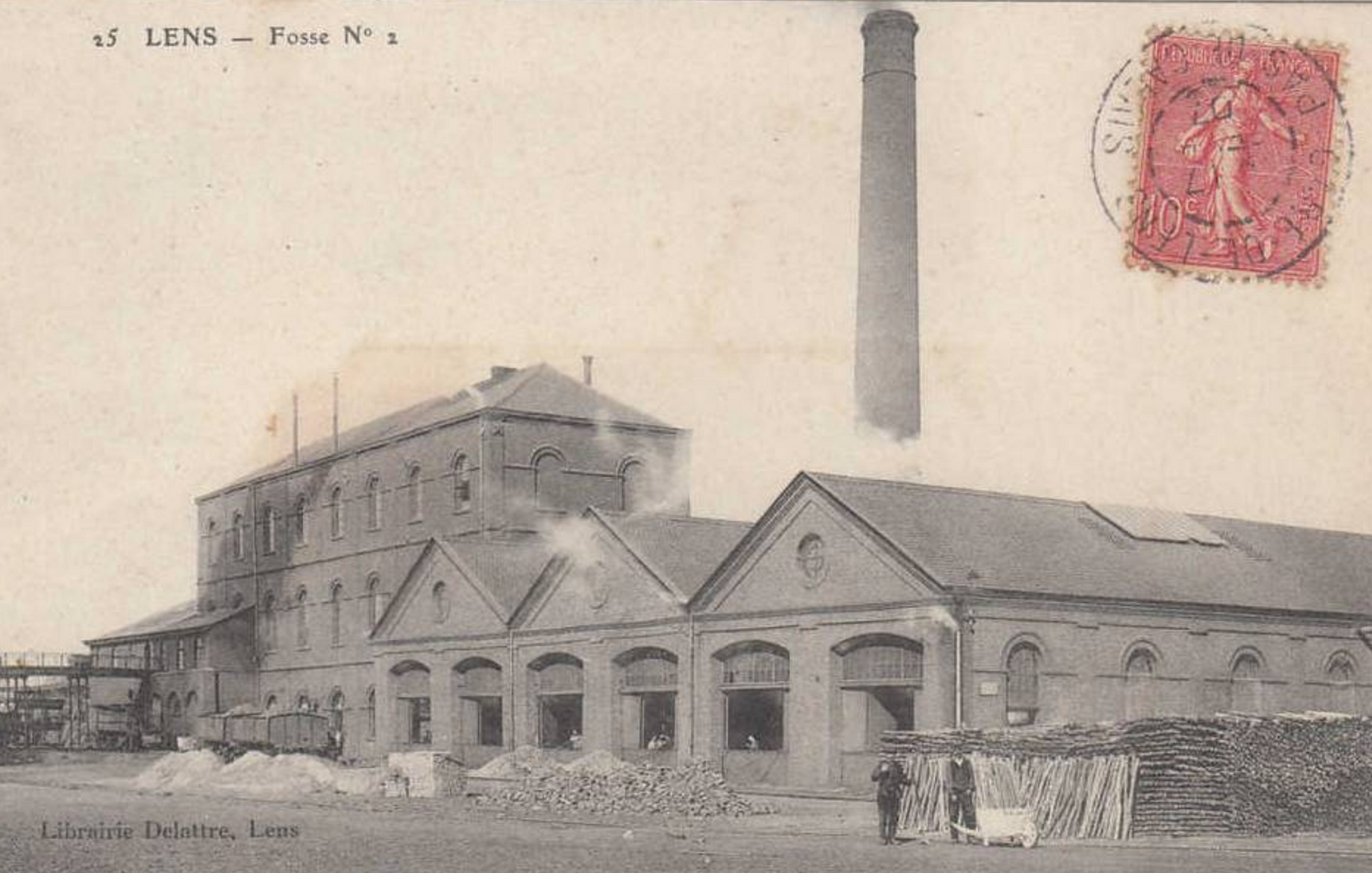
Le puits no 2 avant la guerre.
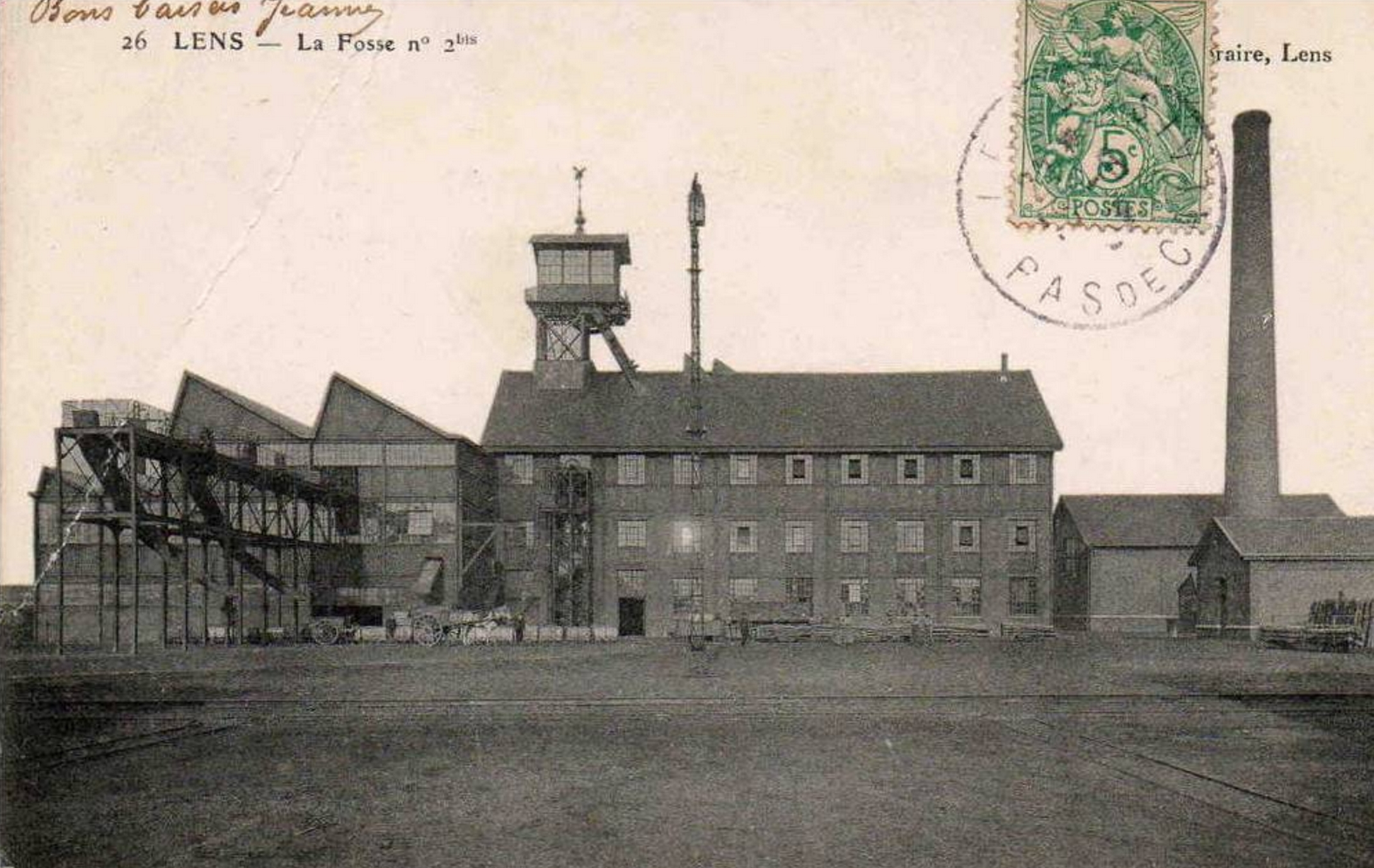
Le puits no 2 bis avant la guerre.
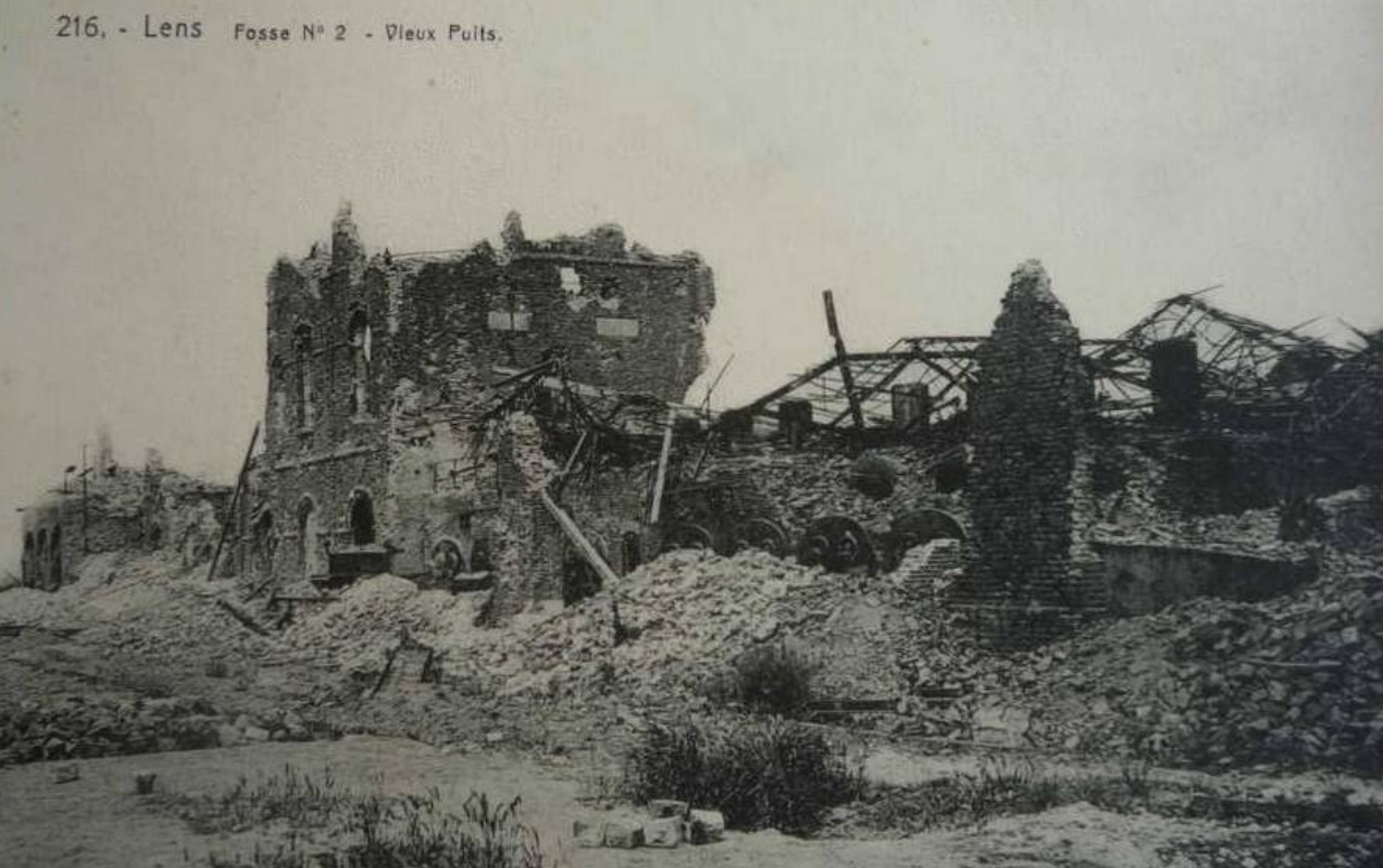
Le puits no 2 détruit.
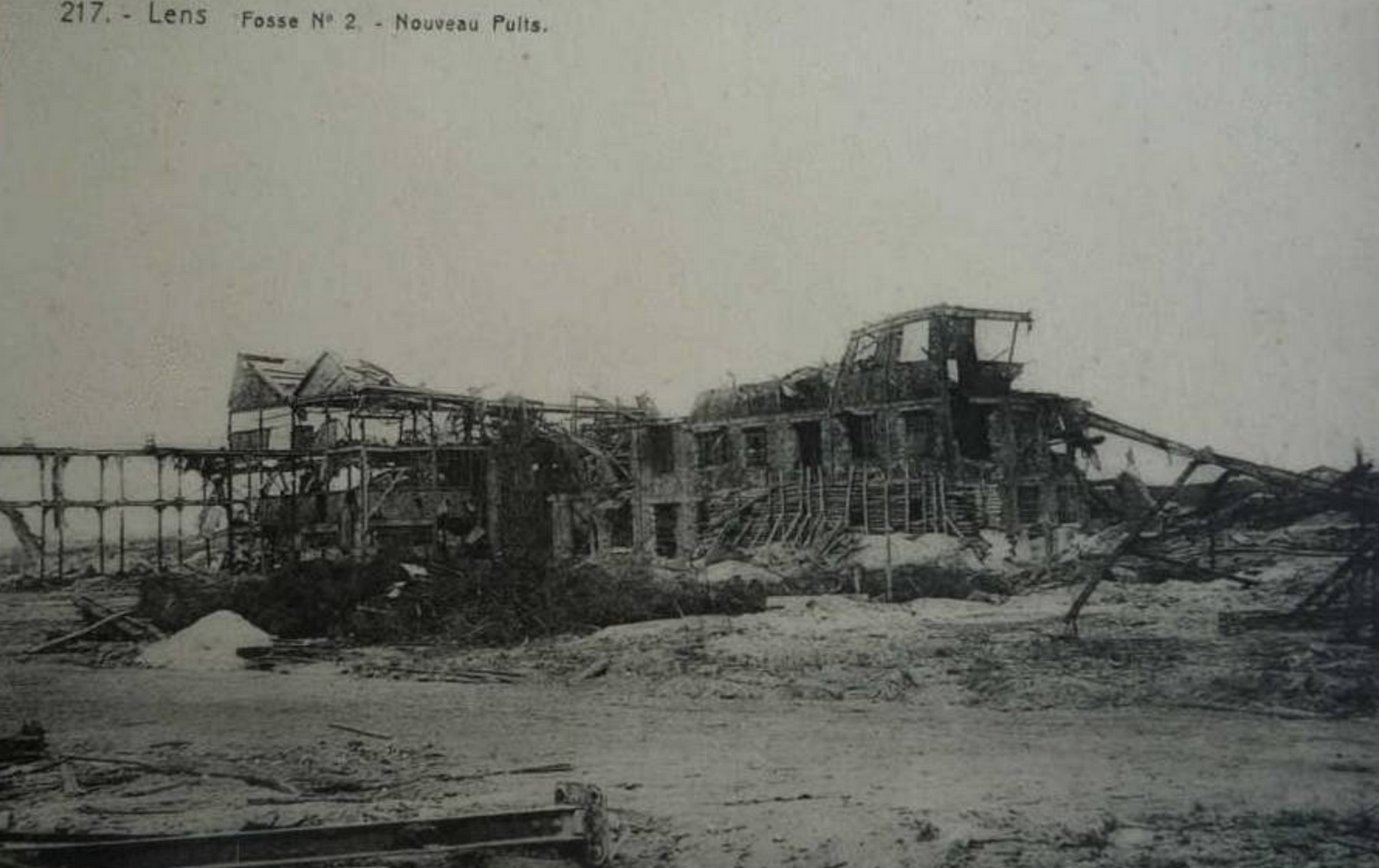
Le puits no 2 bis détruit.
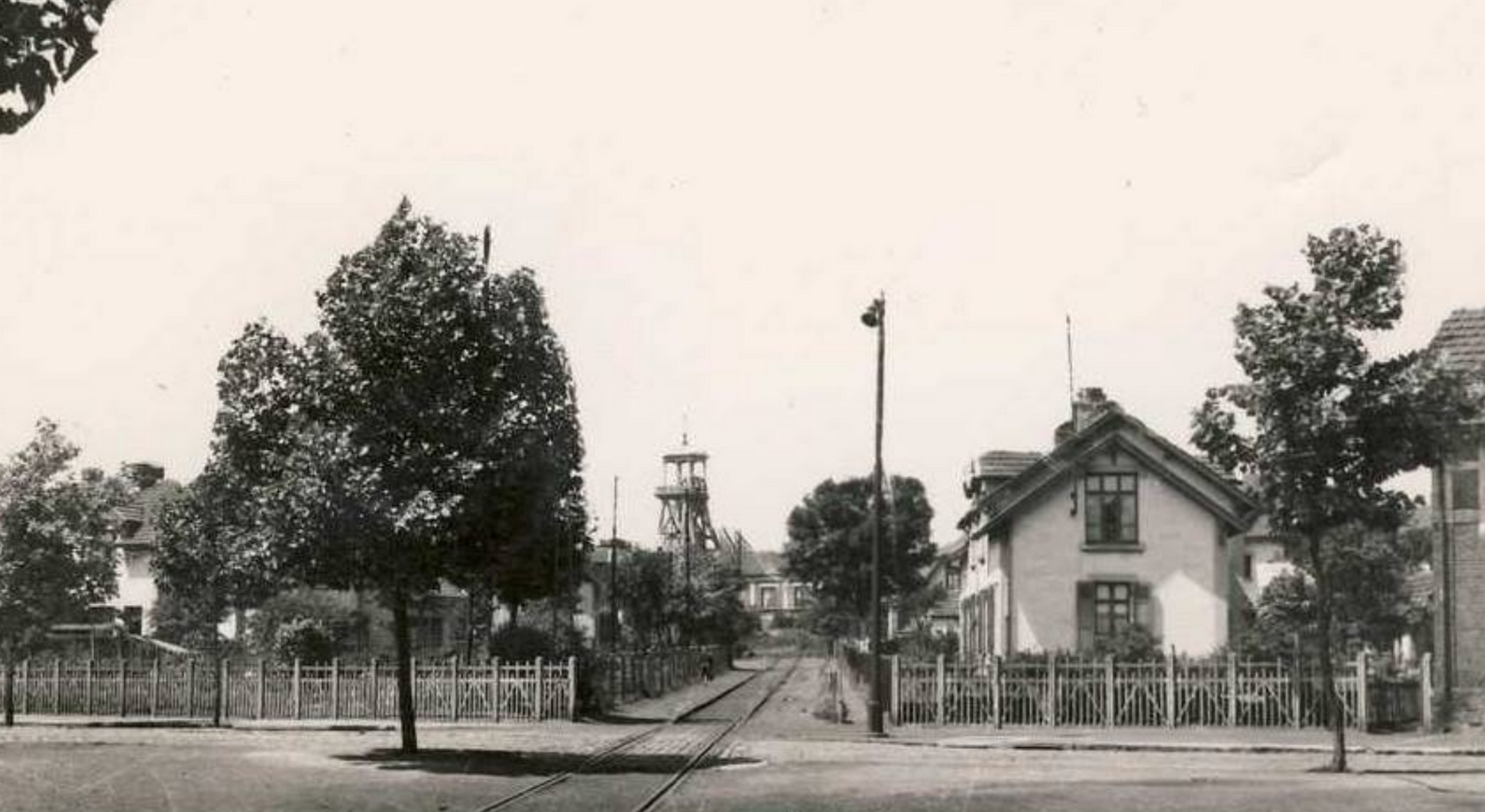
Le puits no 2 reconstruit, en arrière-plan.
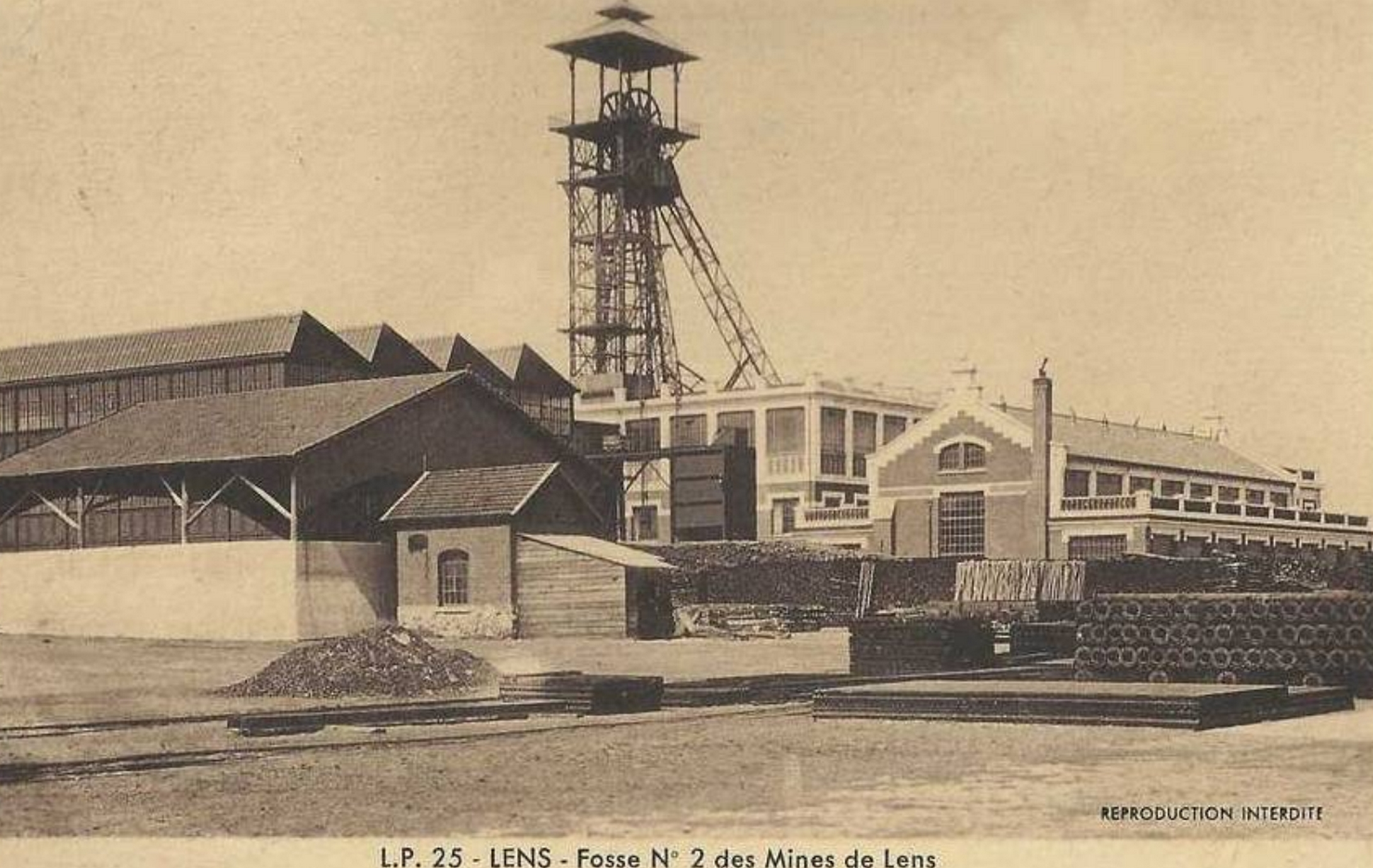
Le puits no 2 bis reconstruit.

### Reconversion
Au début du XXIe siècle, Charbonnages de France matérialise les têtes des puits nos 2 et 2 bis. Le BRGM y effectue des inspections chaque année. Le carreau de fosse est reconverti en zone industrielle. Il ne subsiste que la maison du garde.

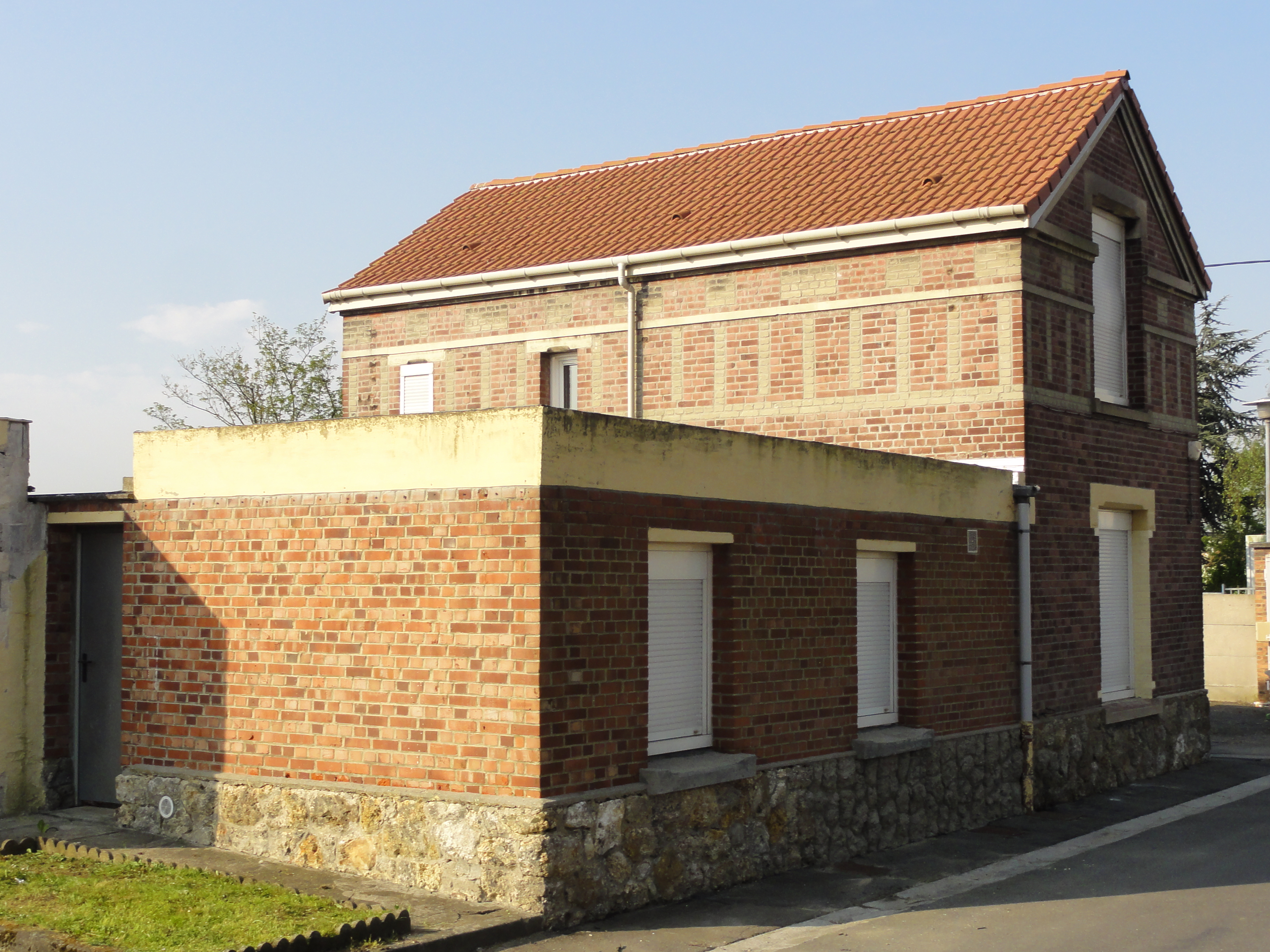
Le logement du concierge.
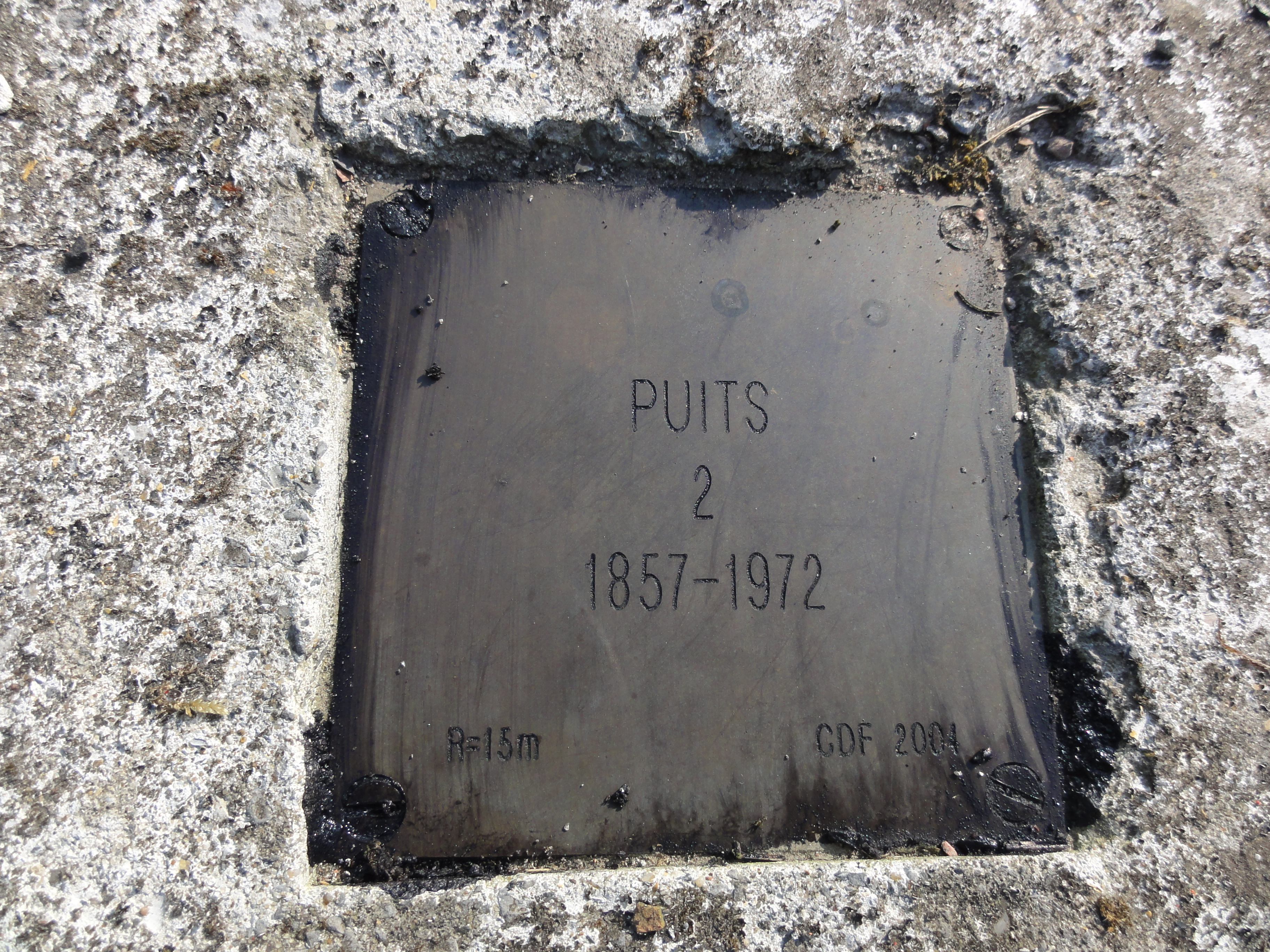
Puits no 2, 1857 - 1972.
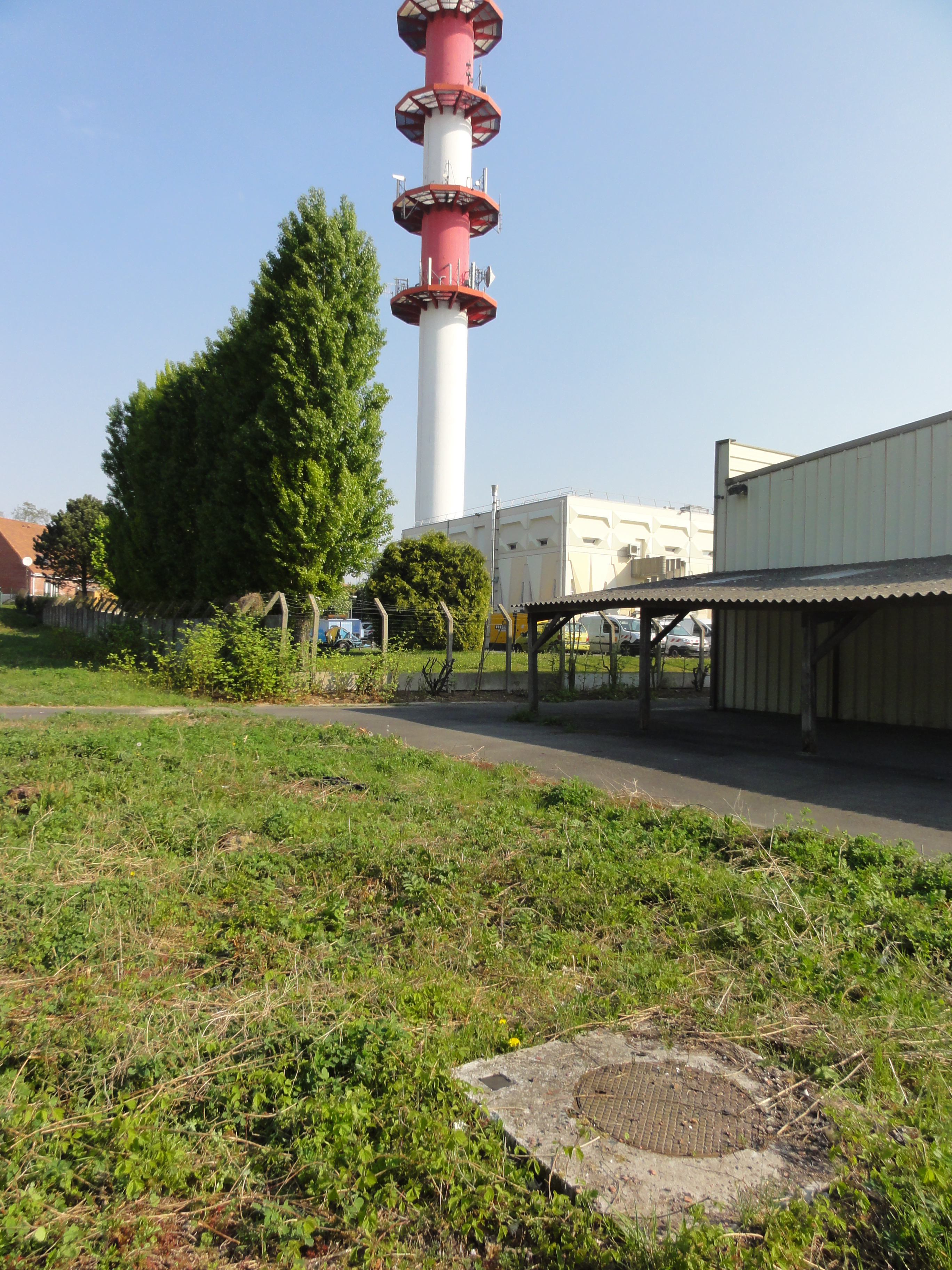
Le puits no 2 dans son environnement.
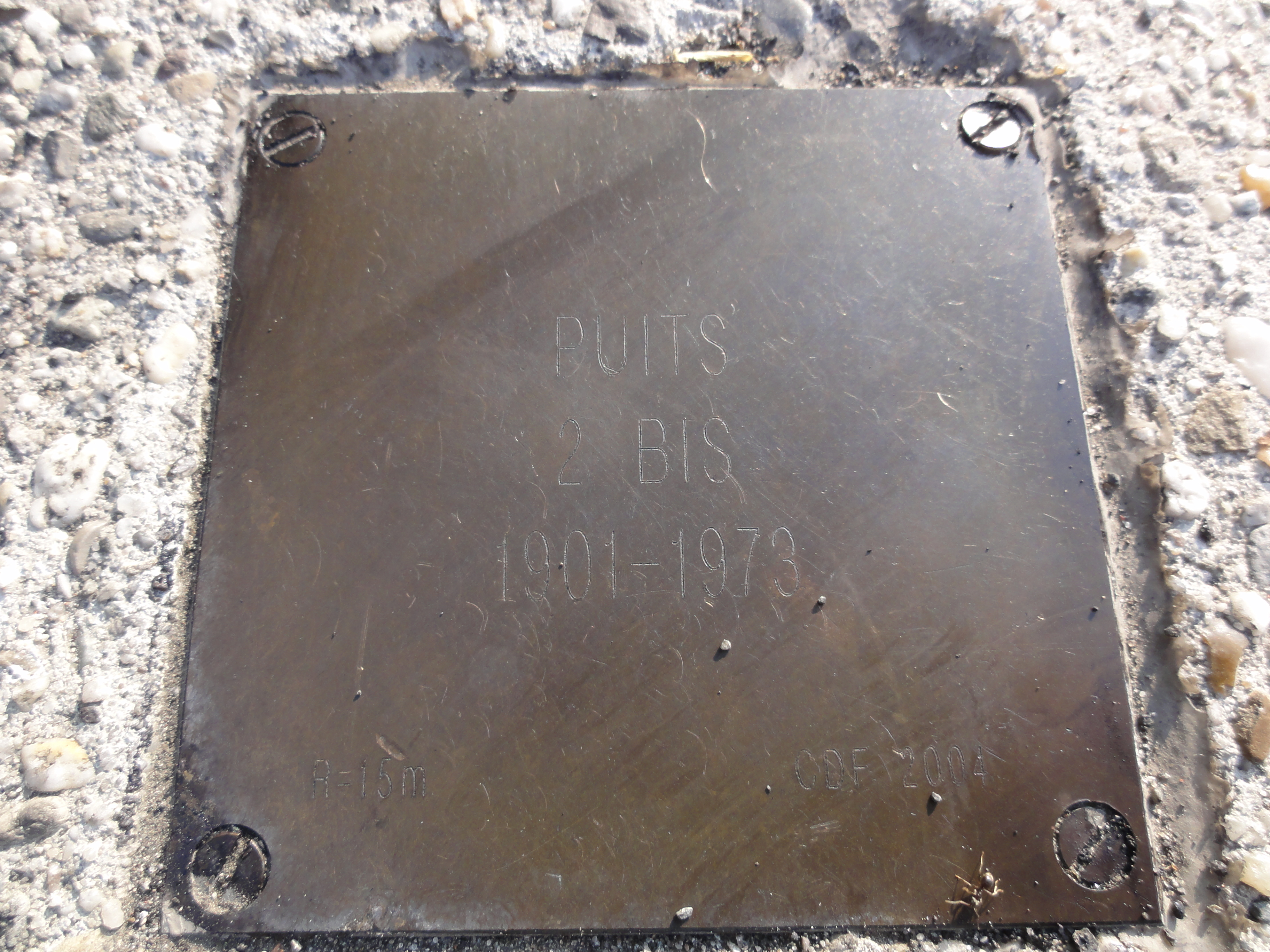
Puits no 2 bis, 1901 - 1973.
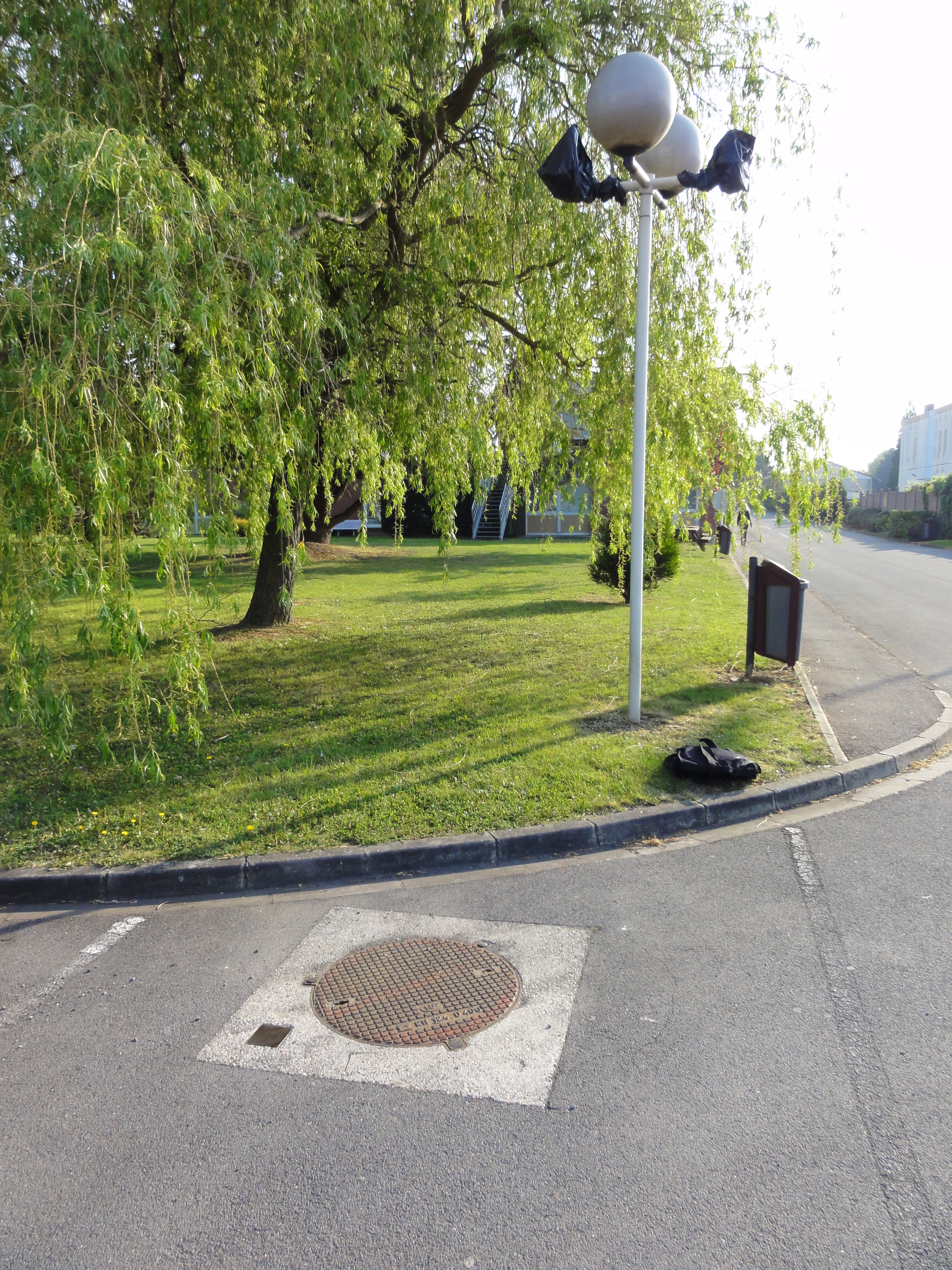
Le puits no 2 bis dans son environnement.
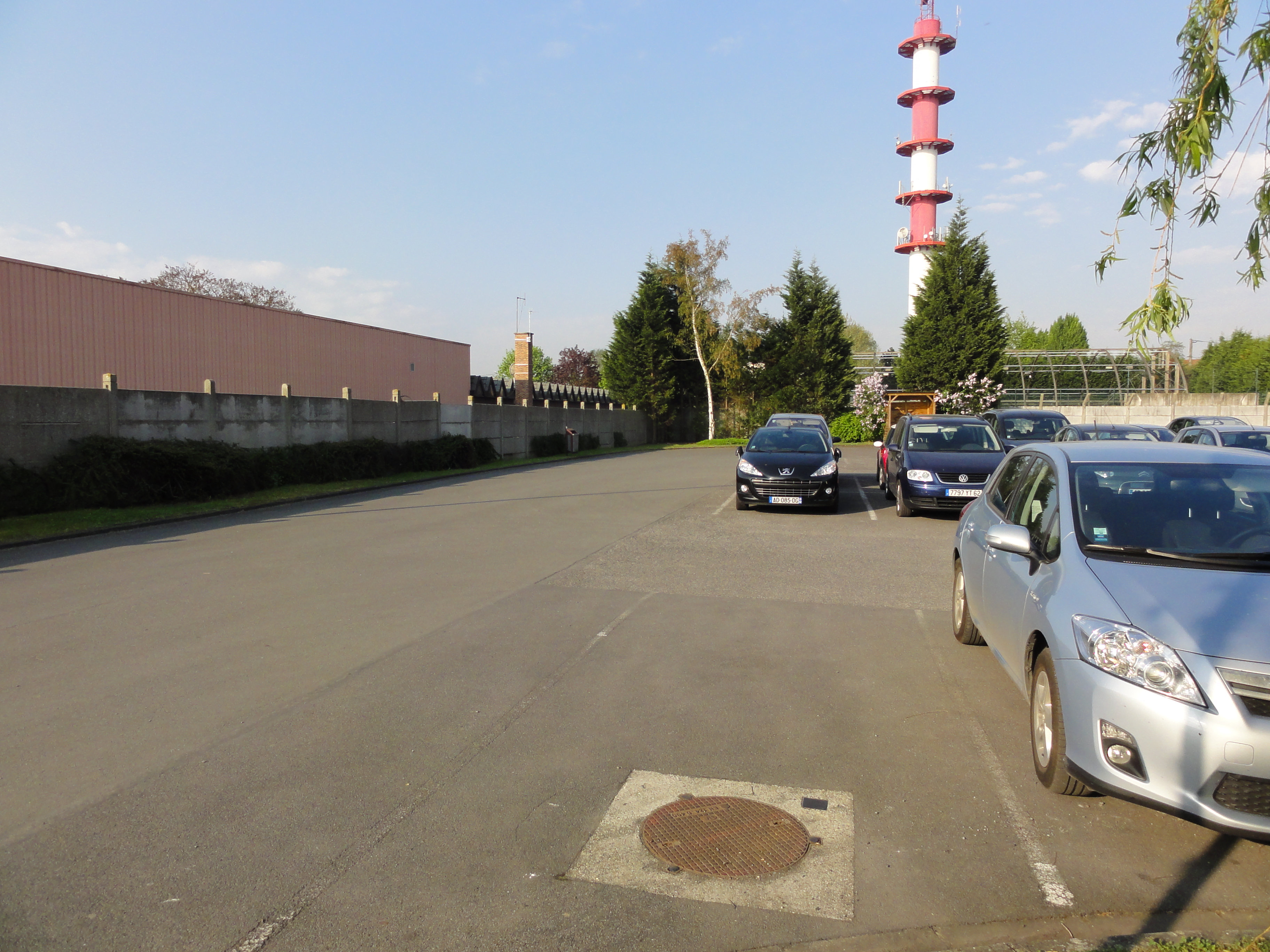
Le puits no 2 bis dans son environnement.

## Les cités
De vastes cités ont été bâties à proximité de la fosse.

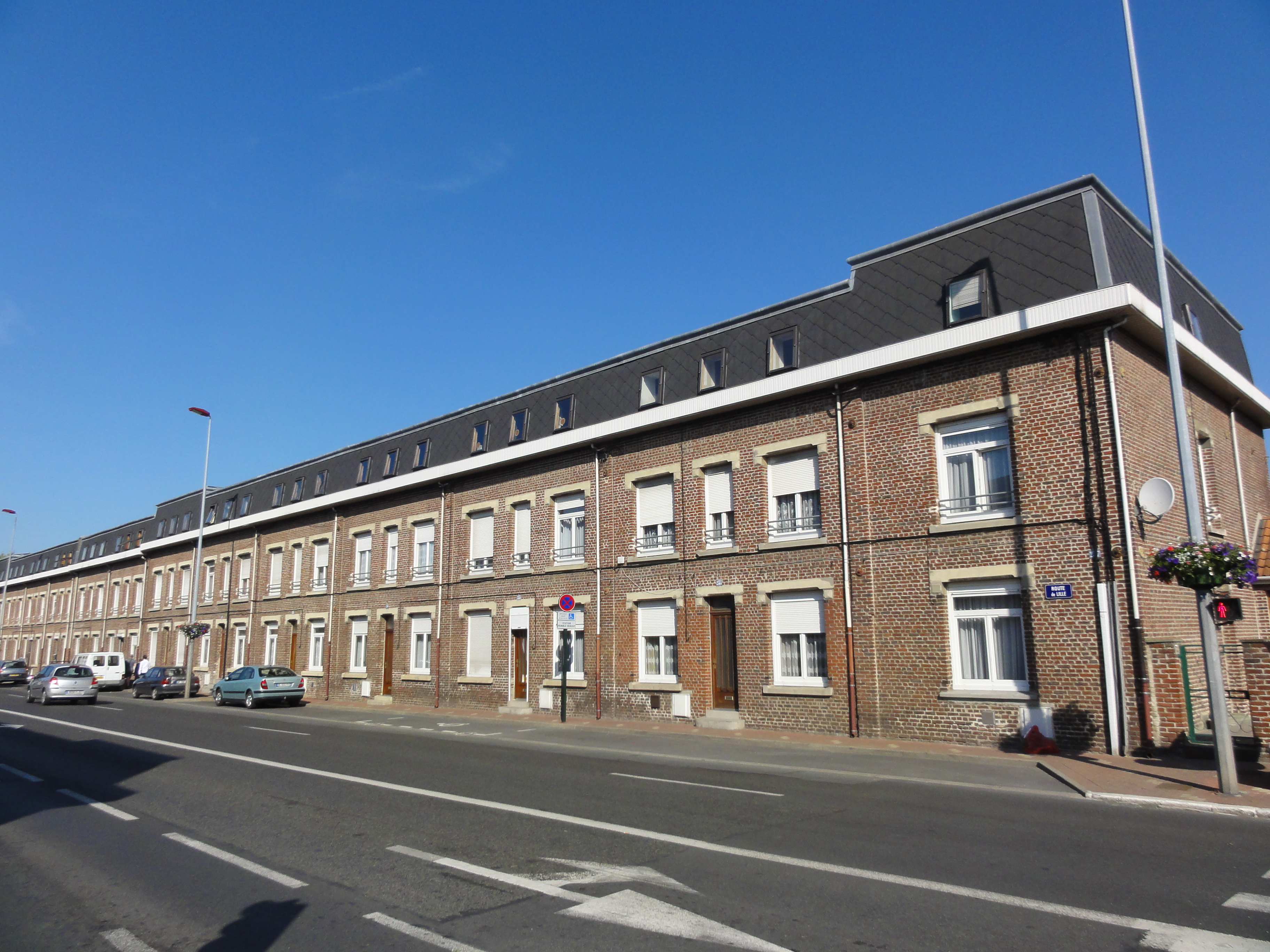
Un coron.
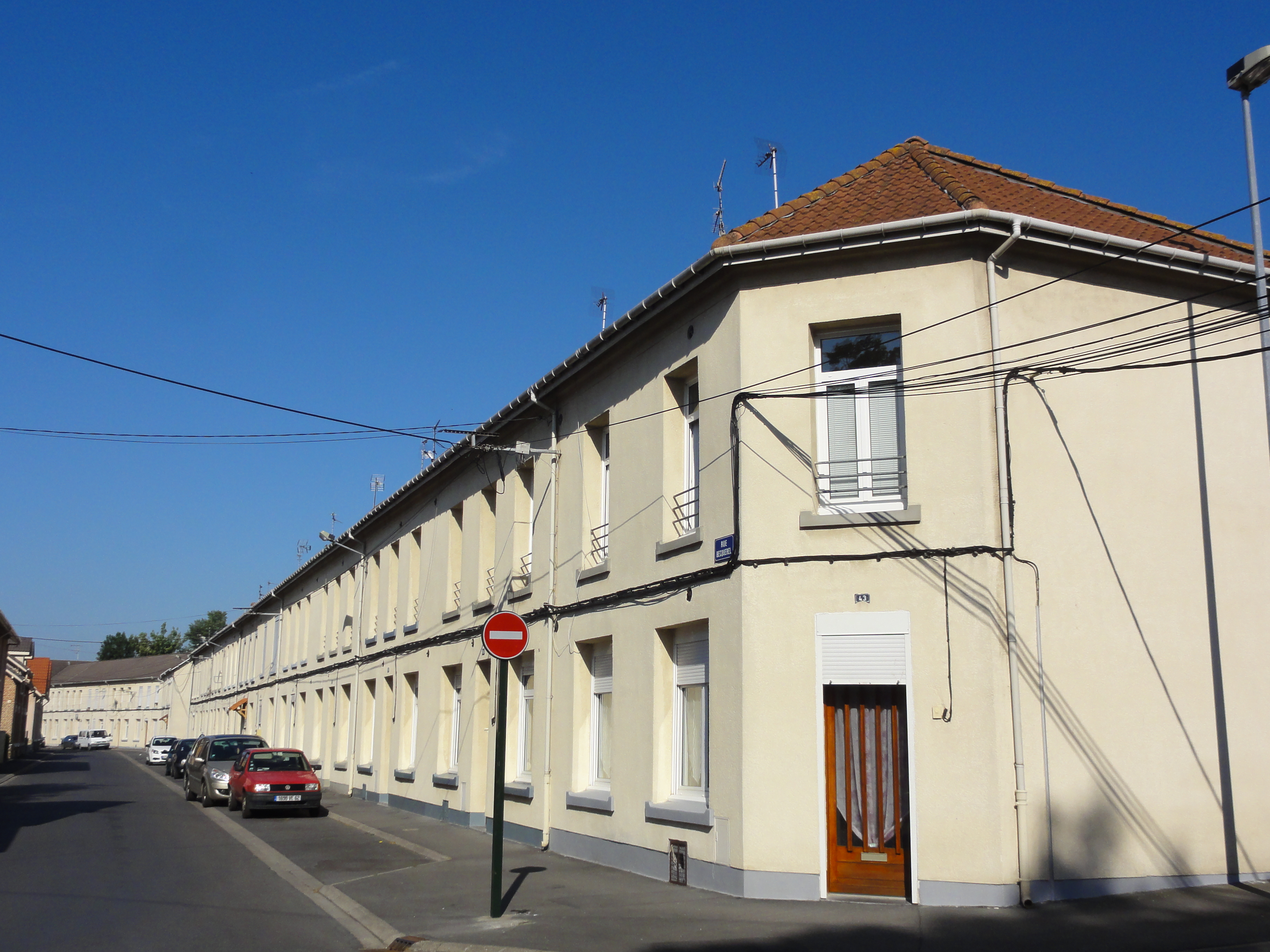
Un coron.
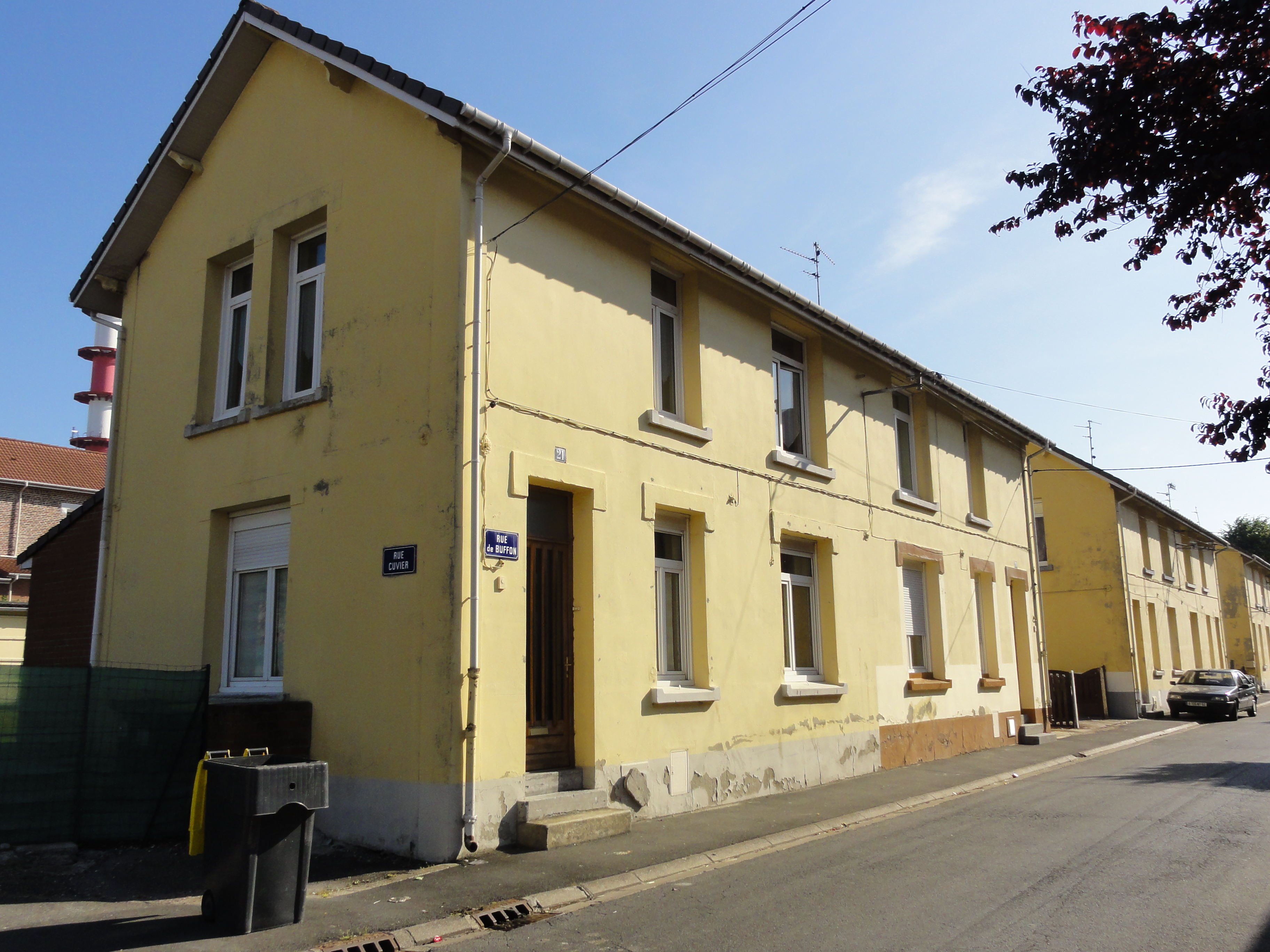
Des habitations groupées par deux.
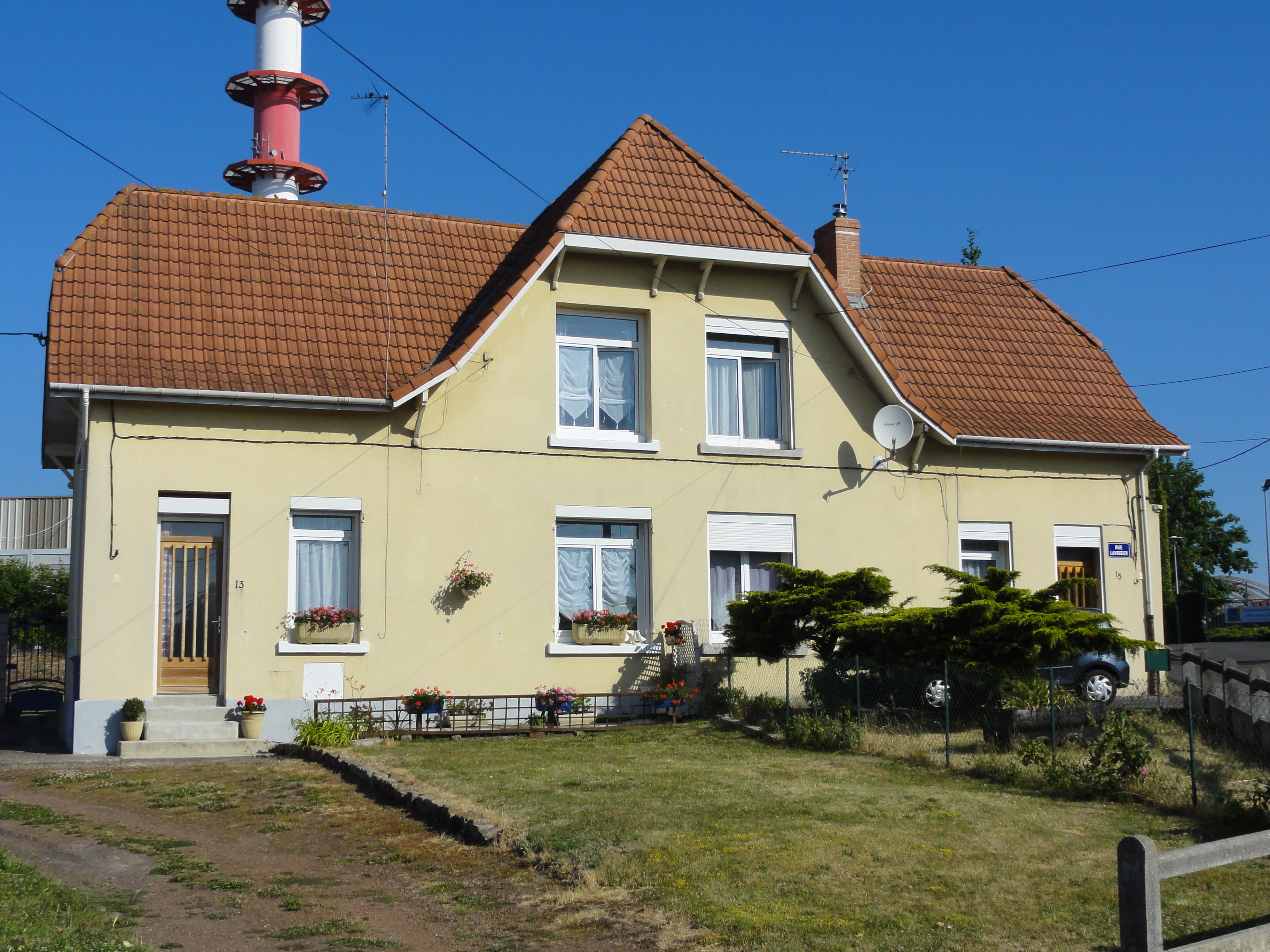
Des habitations groupées par deux, une voie ferrée passait sur la gauche.
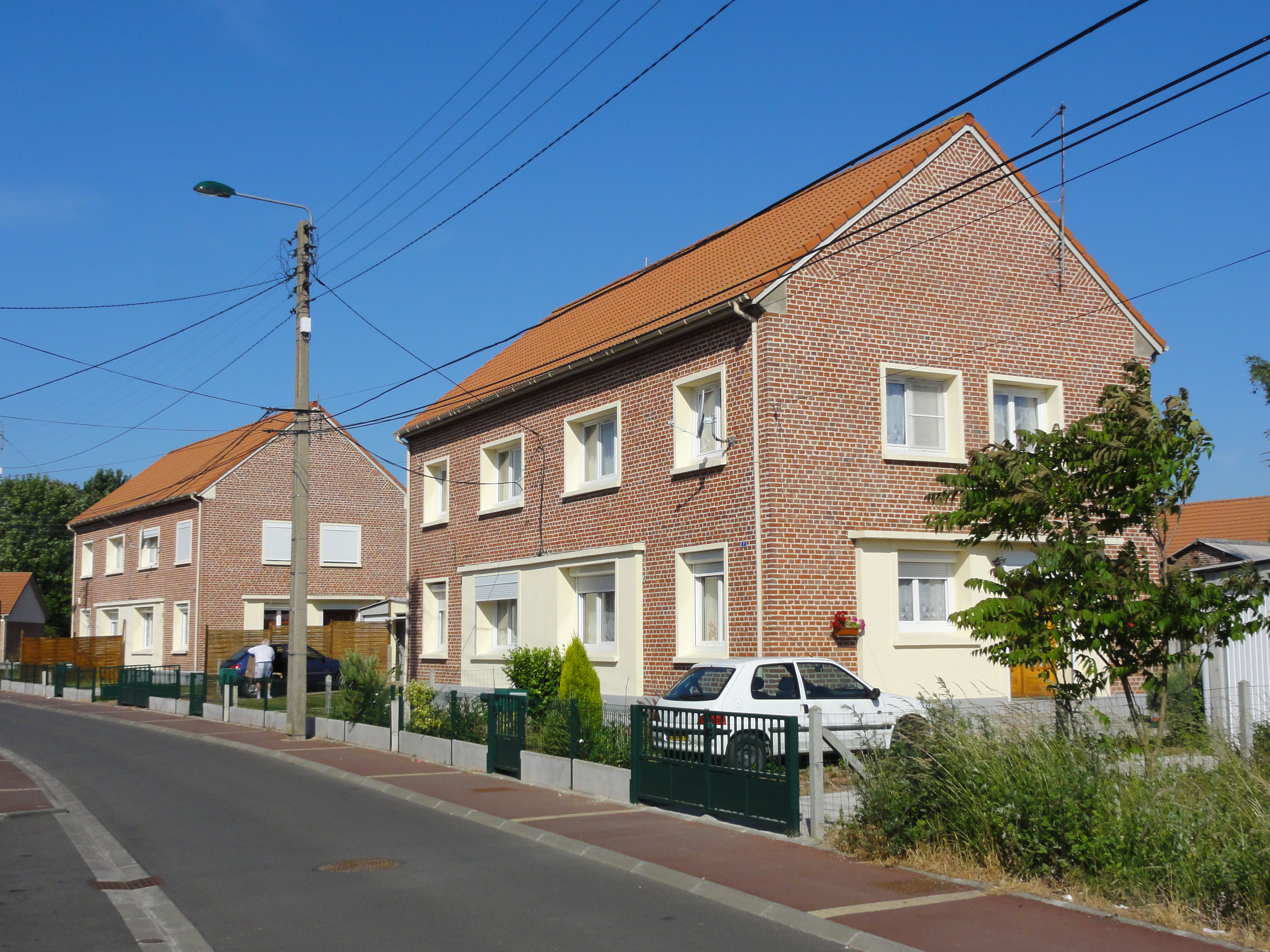
Des habitations post-Nationalisation groupées par deux.
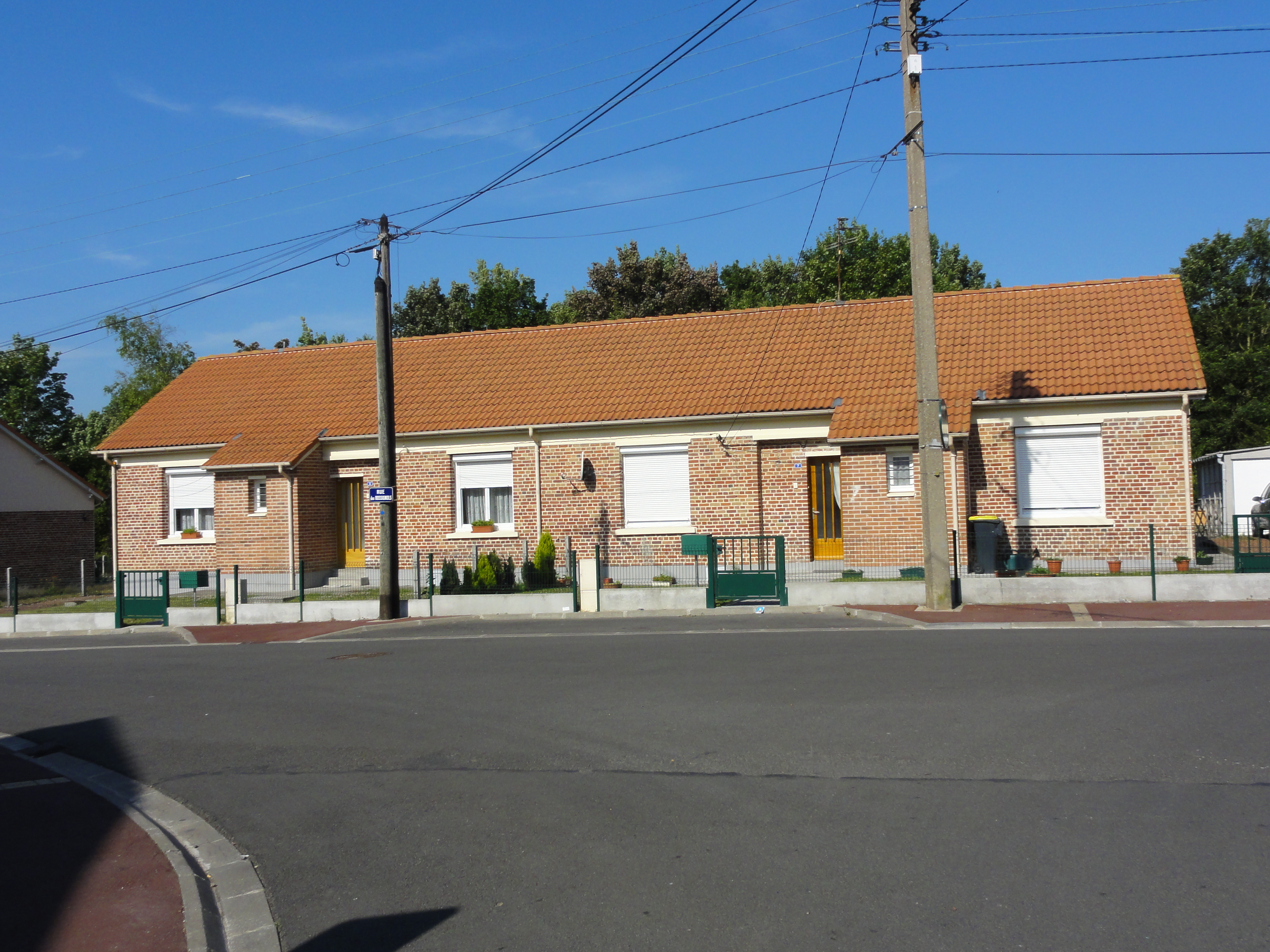
Des habitations post-Nationalisation groupées par deux.